# Деражнянська міська територіальна громада
Деражнянська міська територіальна громада — територіальна громада в Україні, у Хмельницькому районі Хмельницької області. Адміністративний центр — місто Деражня.
Площа громади — 624,79 км², населення — 23 972 мешканці (2019).
Утворена 12 червня 2020 року шляхом об'єднання Деражнянської міської ради, Лозівської селищної ради та Божиковецької, Волоськівської, Галузинецької, Гатнянської, Загінецької, Зяньковецької, Кальнянської, Копачівської, Коржовецької, Мазниківської, Маниковецької, Нижнянської, Новосілецької, Пилипівської, Шпичинецької, Шиїнецької, Яблунівської, Явтухівської, Яськовецької сільських рад Деражнянського району.

## Населені пункти
У складі громади 39 населених пунктів — 1 місто (Деражня), 1 селище (Лозове) і 37 сіл: Адамівка, Божиківці, Бомкове, Буцневе, Волоське, Галузинці, Гатна, Гута, Загінці, Зяньківці, Іванківці, Кальна, Копачівка, Коржівці, Красносілка, Літки, Мазники, Маниківці, Марківка, Нижнє, Новосілка, Осикове, Пилипи, Підлісне, Розсохи, Сіноводи, Слобідка, Слобідка-Шелехівська, Теперівка, Черешенька, Шарки, Шелехове, Шиїнці, Шпичинці, Яблунівка, Явтухи, Яськівці.